# Janine van Wyk
Janine van Wyk, född den 17 april 1987 i Alberton, är en sydafrikansk fotbollsspelare (försvarare) som senast spelade för Houston Dash. Hon har spelat över 160 landskamper för Sydafrika och deltog i världsmästerskapet i Frankrike år 2019.